# شارع الأنبياء

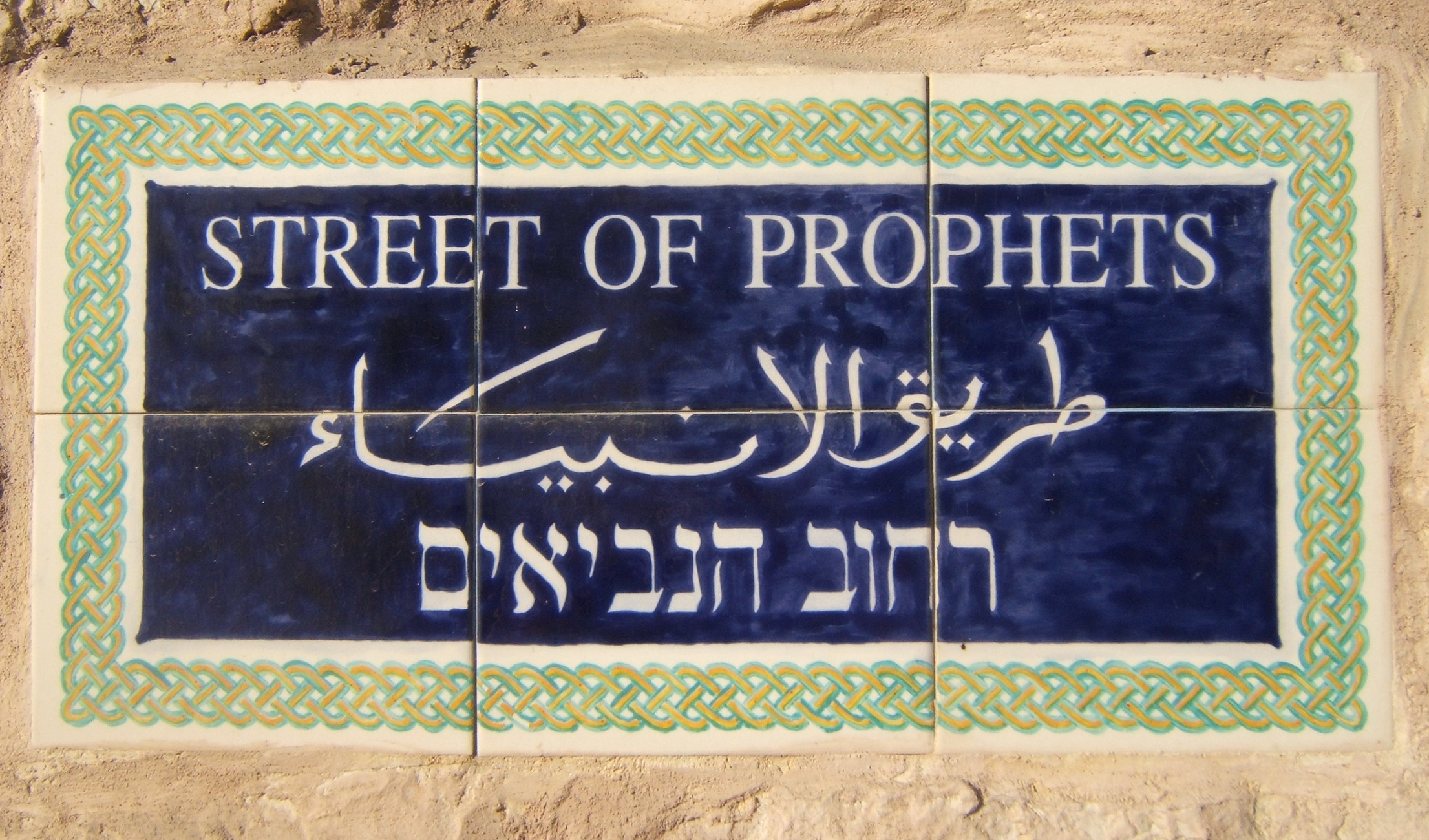
لافتة شارع من عصر الانتداب البريطاني.

شارع الأنبياء (بالعبرية: רחוב הנביאים، رحوف هنفيئيم) هو طريق يمتد من الشرق إلى الغرب في القدس، يبدأ خارج باب العامود وينتهي في ميدان ديفدكا. يقع شمال شارع يافا ويقسم حي المصرارة.
في أواخر القرن التاسع عشر وأوائل القرن العشرين، كان شارع الأنبياء مقراً مفضلاً للمستشفيات والكنائس والأديرة والمكاتب الحكومية والقنصليات الأجنبية وسكان مسيحيين ويهود ومسلمين أثرياء.
اليوم، لا يزال الشارع يتمتع بنفس المزيج المتنوع من السكان والعمال، بالإضافة إلى المدارس والمستشفيات والكنائس والمكاتب الحكومية. يجعله المعمار الأنيق من القرن التاسع عشر أشهر موقع للجولات السياحية خارج البلدة القديمة.

## أصل التسمية
أسس شارع الأنبياء أثناء توسعة القدس خارج أسوار البلدة القديمة في منتصف القرن التاسع عشر. والذي كان يعرف بـ:
- "شارع المستشفيات" — بسبب وجود العديد من المستشفيات المسيحية واليهودية على طول طريقه.
- شارع القناصل — بسبب وجود العديد من القنصليات الأجنبية التي افتتحت مكاتب لها على الطريق.[4][5]

سُمي الشارع رسميًا في بداية فترة الانتداب البريطاني من قبل محافظ القدس رونالد ستورس. ووقتها رصف الشارع وتأسيس البنية التحتية للمياه والكهرباء.
ورجح بعض الباحثين سبب التسمية أن الشارع سمي على اسم أنبياء اليهودية والمسيحية والإسلام، لأن قبر النبي عكاشة في حي زخرون موشيه القريب كان يُنظر إليه تقليديًا على أنه موقع دفن أنبياء الديانات التوحيدية الثلاث.